# الجرعة المميتة الوسطية

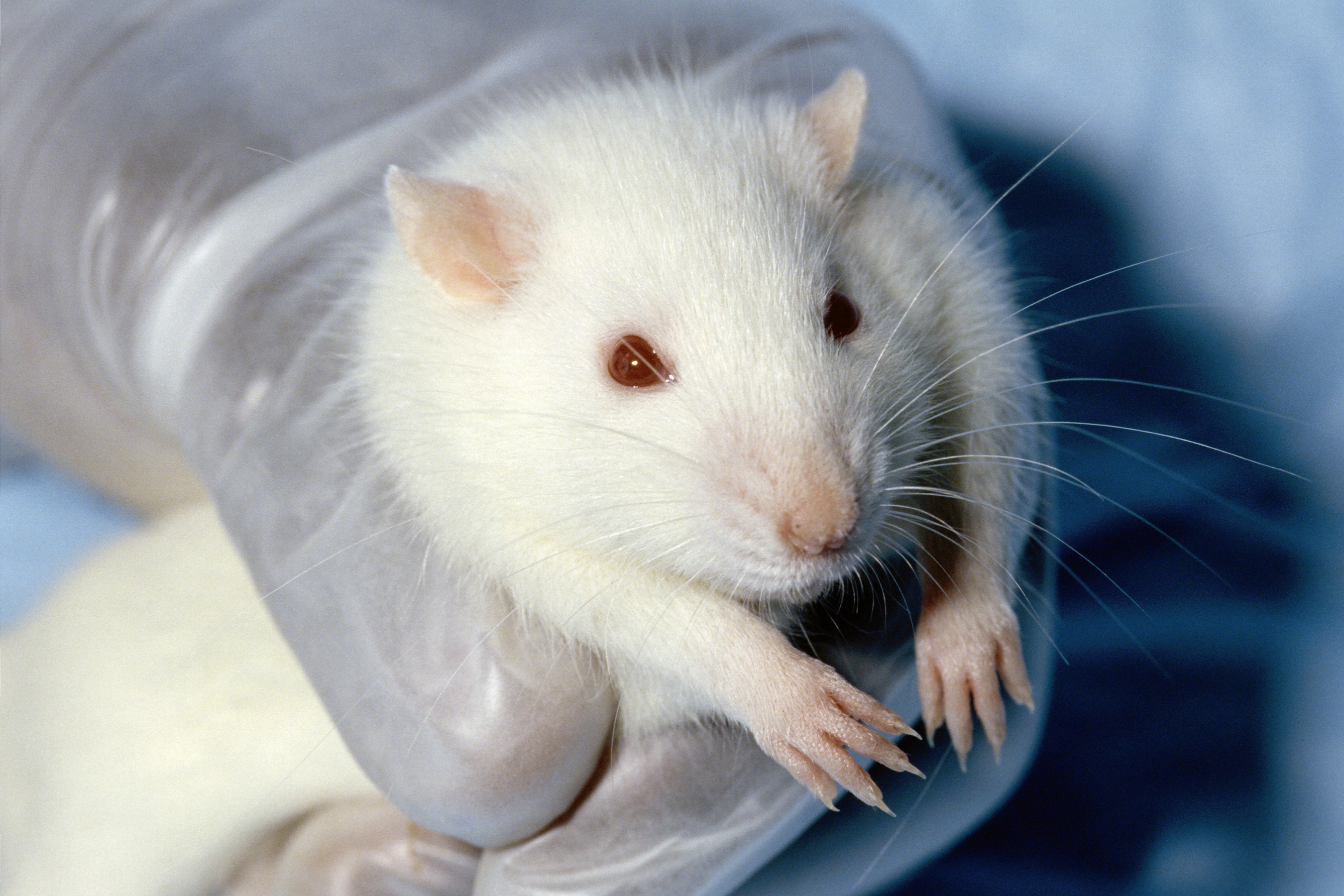

في علم السموم، تُعرف الجرعة المميتة الوسطية LD50 (اختصار لمصطلح «الجرعة المميتة، 50%»)، أو إل سي 50 (التركيز المميت، 50%)، أو إل سي تي 50 (التركيز وزمن التعرض المميتين) من السم أو الإشعاع أو العامل الممرض. هي الجرعة اللازمة لإماتة نصف عدد أفراد العينة المختبَرة بعد زمن اختبار محدد. كثيرًا ما تُستخدم أرقام الجرعة الوسطى المميتة بمثابة مؤشر عام على السمية الحادة لمادة ما، زيشير انخفاض الجرعة الوسطى المميتة إلى زيادة السمية.

كان أول استعمال لهذا المقياس من قبل الباحث جي دبليو تريفان (J.W. Trevan) عام 1927. يُستخدم مصطلح «جرعة جزئية الإماتة» أحيانًا بالمعنى نفسه، لا سيما في الترجمات من نصوص غير إنجليزية، ولكنه قد يشير أيضًا إلى جرعة قرب مميتة، تُحدد الجرعة الوسطى المميتة من طريق الاختبارات على الحيوانات، مثل فئران التجارب. وافقت إدارة الغذاء والدواء الأمريكية في عام 2011 على طرائق بديلة لتحديد إل دي 50 عند اختبار مستحضرات البوتوكس التجميلية دون إجراء اختبارات على الحيوانات.

## الاتفاقيات
يُعبر عادةً عن الجرعة الوسطى المميتة بأنها كتلة المادة المعطاة لكل وحدة كتلة من عينة الاختبار، بالميليغرام من المادة لكل كيلوغرام من كتلة الجسم، ولكنها قد تأخذ واحدة نانوغرام (مناسب للبوتولينوم)، أو ميكروغرام، أو ميليغرام، أو غرام (مناسب للباراسيتامول) لكل كيلوغرام. ويسمح ذكرها بهذه الطريقة بمقارنة السمية النسبية للمواد المختلفة، ومعايرة التباين في حجم الحيوانات المعرضة (مع أن السمية لا تتناسب دائمًا مع كتلة الجسم).
يفيد اختيار الجرعة الوسطى المميتة بنسبة 50% معيارًا لتجنب اللبس المحتمل عند إجراء قياسات الحدود القصوى، ويقلل كمية الاختبارات المطلوبة. على أية حال، يعني هذا أيضًا أن الجرعة الوسطى المميتة ليست الجرعة المميتة لجميع الأفراد؛ قد يموت بعضهم بجرعة أقل من ذلك بكثير، بينما ينجو بعضهم الآخر من جرعات أعلى بكثير. تُستخدم أحيانًا مقاييس مثل «إل دي 1» و«إل دي 99» (الجرعة المطلوبة لإماتة 1% أو 99% على التوالي من مجموعة الاختبار) لأغراض محددة.
تختلف الجرعة المميتة غالبًا اعتمادًا على طريقة الإعطاء؛ وتقل سمية مواد عديدة عند إعطائها فمويًا مقارنة بالطريق الوريدي، ولذلك تكون أرقام إل دي 50 غالبًا موسومةً بنمط الإعطاء، مثل LD50 i.v، أي الجرعة الوسطية المميتة عند تطبيقها وريديًا.
تُستخدم قياسات ذات صلة، مثل إل دي 50/30 وإل دي 50/60، للإشارة إلى جرعة مميتة عند 50% من السكان خلال 30 أو 60 يومًا على التوالي. تُستخدم هذه القياسات بصورة أكثر شيوعًا مع الإشعاع، إذ إن البقاء على قيد الحياة بعد 60 يومًا يعني عادةً الشفاء.
إل سي تي 50 هو مقياس مماثل، الذي يتعلق بالجرعة المميتة من التعرض، حيث سي هو التركيز وتي هو الوقت. وغالبًا يُعبر عنه ب مغ-دقيقة/م3. أي سي تي 50 هي الجرعة التي تسبب العجز بدلًا من الموت. تُستخدم هذه المقاييس بنحو شائع لإظهار الفعالية النسبية لعوامل الحرب الكيميائية، تُحدد الجرعات بمعدلات التنفس (مثلًا، عند الراحة = 10 لتر / دقيقة) للاستنشاق، أو درجة الملابس لاختراق الجلد. اقتُرح مفهوم سي تي أول مرة من قبل فريتز هابر، ويشار إليه أحيانًا باسم قانون هاربر، الذي يفترض أن التعرض لدقيقة واحدة من 100 مجم/م3 يعادل 10 دقائق من 10 مجم/م3 (1 × 100 = 100، كما هو الحال مع 10 × 10 = 100).
بعض المواد الكيميائية، مثل سيانيد الهيدروجين، يُزيل الجسم البشري السُمية منها بسرعة، ولا تتبع قانون هابر. لذلك، في هذه الحالات، يمكن إعطاء التركيز المميت ببساطة على أنه إل سي 50 يُحدد بمدة التعرض (مثلًا، 10 دقائق). كثيرًا ما تستخدم صحائف بيانات سلامة المادة للمواد السامة هذه الصيغة من التعبير حتى لو كانت المادة تتبع قانون هابر.
بالنسبة للكائنات المسببة للأمراض، يوجد أيضًا مقياس يُعرف باسم الجرعة المعدية الوسطية والتجريع. الجرعة المعدية الوسطية (أي دي 50) هو عدد الكائنات الحية التي يتلقاها شخص أو حيوان اختبار مؤهل حسب طرق إعطاء الدواء (مثلًا، 1200 org/man من طريق الفم). بسبب الصعوبات في حساب الكائنات الحية الفعلية في الجرعة، يمكن التعبير عن الجرعات المعدية من حيث المقايسة البيولوجية، مثل عدد إل دي 50 لبعض حيوانات الاختبار. في الحرب البيولوجية، الجرعة المعدية هي عدد الجرعات المعدية لكل متر مكعب من الهواء مضروبًا في عدد دقائق التعرض (مثلًا، أي سي تي 50 هي 100 جرعة متوسطة - دقيقة/م3).